# Cap Caval (revue)
Pour les articles homonymes, voir Cap Caval.
Cap Caval est une revue d'histoire et d'ethnographie du pays Bigouden — la région de la pointe sud-ouest de la Bretagne, en Finistère sud. Fondée en 1983 par un groupe de passionnés, parmi lesquels Jakez Cornou (directeur), l'historien Serge Duigou, la cinéaste Nicole Le Garrec, le spécialiste en langue bretonne Michel Le Roy, l'archéologue Pierre-Jean Berrou, elle tire à 2 200 exemplaires. Elle disparaît en 2000, après 25 numéros et 2 numéros spéciaux.
À la suite d'un partenariat avec la fédération d'associations et d'entreprises Startijenn Ar Vro Vigoudenn, la revue renaît le 1er juillet 2011, avec pour rédacteur en chef Jakez Cornou. La revue paraît deux fois par an, en juillet et en décembre. Solenn Boënnec en est désormais la rédactrice en chef, Serge Duigou le rédacteur en chef adjoint, Christophe Roderick Hudelot le graphiste.